# Catedral de Ciudad Victoria
La Catedral de Ciudad Victoria, dedicada al Sagrado Corazón de Jesús, es el segundo edificio principal de la diócesis de Ciudad Victoria. Se designó como sede catedralicia en el año de 1962, Para sustituir a la entonces Catedral de Nuestra Señora del Refugio, cuyo templo actualmente ostenta el rango de basílica, otorgado por el Papa Juan Pablo II.
El edificio actual es de formas bastante sencillas. La portada principal es de dos cuerpos, muy austera, El arco principal es de medio punto. El segundo cuerpo presenta la ventana del coro. Cuenta con una torre de tres cuerpos, con cúpula coronado por una cruz de hierro. El segundo cuerpo de la torre alberga un reloj.
La planta del templo, de cruz latina, consta de tres cuerpos. Sobre el crucero se alza la cúpula, de forma octogonal, con lintenrilla.
El interior es muy austero, destacan las columnas estriadas de estilo corintio, y presenta un altar de estilo neoclásico de regular calidad, en madera, presidido por la imagen del Sagrado Corazón de Jesús.
En el año de 2014 fue consagrada por el obispo Antonio González Sánchez, así mismo fueron sepultadas reliquias de San Andrés Apóstol.